# Xyris tenella
Xyris tenella är en gräsväxtart som beskrevs av Carl Sigismund Kunth. Xyris tenella ingår i släktet Xyris och familjen Xyridaceae.

## Underarter
Arten delas in i följande underarter:
- X. t. leprieurii
- X. t. tenella